# Max Spörl
Max Spörl (* 16. April 1909 in Schwarzenbach am Wald; † 9. Juli 1997 in Naila) war ein deutscher Unternehmer und Politiker (CSU).

## Leben und Beruf
Nach dem Schulbesuch absolvierte Spörl eine Kürschnerlehre, die er mit der Gesellenprüfung abschloss. Er bestand später die Prüfung als Kürschnermeister und war seit 1931 Mitinhaber und Leiter der Firma Adolf Spörl & Co., Fell- und Rauchwarengroßhandel und Pelzwarenfabrik in Schwarzenbach am Wald sowie Mitinhaber der Mützenfabrik Spörl OHG. Von 1940 bis 1945 nahm er als Soldat am Zweiten Weltkrieg teil, zuletzt als Feldwebel. Während des Krieges wurde er in Sizilien, Norwegen, Frankreich und Polen eingesetzt. Im Mai 1945 geriet er in US-amerikanische Gefangenschaft, aus der er Mitte Juli 1945 entlassen wurde.
Nach seiner Rückkehr aus der Kriegsgefangenschaft war Spörl erneut in seinem erlernten Beruf tätig. 1953 wurde er Mitglied der Landessynode der Evangelisch-Lutherische Kirchen in Bayern.

## Partei
Spörl trat 1946 in die CSU ein.

## Abgeordneter
Spörl war von 1946 bis 1952 Ratsmitglied des Marktes Schwarzenbach am Wald. Gleichzeitig war er Kreistagsmitglied des Kreises Naila und leitete dort die CSU-Fraktion. Dem Deutschen Bundestag gehörte er von 1953 bis 1957 an. Im Parlament vertrat er den Wahlkreis Kulmbach.

## Öffentliche Ämter
Spörl amtierte von 1948 bis 1952 als stellvertretender Bürgermeister des Marktes Schwarzenbach und als stellvertretender Landrat des Kreises Naila. Für neun Monate übernahm er kommissarisch die Geschäfte des Landrates.